# Härliga tider, strålande tider!
Härliga tider, strålande tider! är ett studioalbum från 1989 det svenska dansbandet Jannez. Albumet utkom på LP och kassettband och gavs som första LP-produktion ut på Pigalle Records. Året därpå släpptes albumet även på kassettband.

## Låtlista
Sida A
1. Härliga tider, strålande tider (Text & Musik: P.Grufvelgård/M.Hurtig)
2. Adjö & farväl (Text & Musik: K.Olsson/"Ticks")
3. Var rädd om dig (Text & Musik: P.Grufvelgård/M.Hurtig)
4. Fredagskväll i parken (Text & Musik: P.Grufvelgård/M.Hurtig)
5. Vandrar omkring i solen (Text & Musik: P. Grufvelgård/M.Hurtig)
6. Om du går nu (Text & Musik: D.Stråhed)
7. Små bagateller (Text & Musik: K.Almgren/J.Thunqvist)

Sida B
1. Pussel (Text & Musik: P.Grufvelgård/M.Hurtig)
2. Ett ja till svar (Text & Musik: P.Grufvelgård/M.Hurtig)
3. Lyckans land (Text & Musik: P.Grufvelgård/M.Hurtig)
4. Vi två tillsammans (Text & Musik: K.Olsson)
5. Tro mig, jag behöver dig (Text & Musik: L.Holm/O.Bergman)
6. Kom hem igen (Text & Musik: L.Larsson)
7. Kärlekens sång (Text & Musik: P.Grufvelgård-M.Hurtig)